# Carlo Schmid
Pour l'aviateur et le politicien suisse, voir Carlo Schmid (pilote) et Carlo Schmid-Sutter.
Pour les articles homonymes, voir Schmid.
Carlo Schmid, né Karl Johann Martin Heinrich Schmid à Perpignan, le 3 décembre 1896 et mort le 11 décembre 1979 à Bad Honnef, est un homme politique ouest-allemand, membre du Parti social-démocrate d'Allemagne (SPD).
Président du Land de Wurtemberg-Hohenzollern entre 1946 et 1947, il est élu vice-président du Bundestag après les premières élections fédérales, en 1949. Il échoue dix ans plus tard à être élu président fédéral d'Allemagne de l'Ouest, et fait en 1966 son entrée au gouvernement, au poste de Ministère fédéral des Affaires du Bundesrat de la grande coalition de Kurt Georg Kiesinger. Le portefeuille disparaît après les élections de 1969 et il retrouve alors la vice-présidence du Bundestag, qu'il occupe jusqu'à son retrait de la vie politique, en 1972.

## Formation et activité professionnelle

### Les premières années
Il est né à Perpignan d'un père allemand, Joseph Schmid, originaire du royaume de Wurtemberg et professeur à l'université de Toulouse, et d'une mère française, Anna Erra. Il passe son enfance dans la ville allemande de Weil der Stadt, puis déménage en 1908 à Stuttgart, où il obtient son Abitur six ans plus tard. Enrôlé dans la Reichswehr en 1914, il sert tout au long de la Première Guerre mondiale et combat notamment lors de la bataille de Verdun.
Après le conflit, il entre en 1919 à l'université de Tübingen pour y étudier le droit et les sciences politiques. Il passe son premier diplôme juridique d'État en 1921, reçoit un doctorat en droit deux ans plus tard, et obtient en 1924 son second diplôme juridique.
Il s'installe alors comme avocat à Reutlingen, mais abandonne très rapidement cette carrière et entre dès 1925 au service judiciaire du Land de Wurtemberg, à un poste de juge auxiliaire. En 1927, il devient, pour un an, secrétaire à la société Kaiser-Wilhelm pour le droit public étranger et le droit international, ainsi que juge au tribunal régional de Tübingen jusqu'en 1931. Il décroche son habilitation à diriger des recherches en 1929, et obtient un an plus tard un poste de chargé de cours à l'université de Tübingen.

### À l'époque du nazisme
Directeur d'un camp de volontaires bénévoles de 1931 à 1932, il fonde, après l'arrivée au pouvoir des Nazis, avec des collègues et des étudiants, une organisation qui offre à de jeunes chômeurs la possibilité de travailler dans une carrière avec des étudiants. Son espoir était ainsi de les préserver des mouvements de jeunesse de masse du national-socialisme.
En raison de ses activités, il est fiché dès 1933 et fait l'objet de mesures de restriction professionnelle. Pour éviter d'être licencié, il rejoint l'association des juristes allemands nationaux-socialistes (BNSDJ), tout en restant critique du national-socialisme. Il est finalement enrôlé dans la Wehrmacht en 1940, et affecté quatre ans plus tard au service juridique de la Oberfeldkommandantur de Lille, en France.

### Après la guerre
Après la Seconde Guerre mondiale, il monte un groupe qui joue un rôle significatif dans la réouverture de l'université de Tübingen, où il est professeur de droit public entre 1946 et 1953. Cette année-là, il est recruté par l'université de Francfort-sur-le-Main pour occuper la chaire de sciences politiques. Il a en outre traduit les œuvres de Machiavel, Baudelaire, Valéry ou encore Malraux et est considéré comme l'un des rares hommes de lettres actifs dans la politique allemande de l'après-guerre (aux côtés notamment de Theodor Heuss, à la succession duquel en tant que président fédéral Schmid se présente sans succès en 1959).

## Carrière politique

### Activité régionale
Fervent partisan de l'unité européenne, il adhère au Parti social-démocrate d'Allemagne (SPD) après la Seconde Guerre mondiale, et en prend la présidence dans le Land de Wurtemberg-Hohenzollern en 1946. Le 9 décembre de la même, Carlo Schmid est investi président du Land grâce à une coalition avec les chrétiens-démocrates (CDU) et les libéraux (DVP), après avoir été désigné en octobre 1945 président du secrétariat d'État du territoire français occupé de Wurtemberg et Hohenzollern, dans la zone d'occupation française en Allemagne.
Il se présente aux élections régionales du 18 mai 1947, et est élu député au Landtag alors que la CDU remporte, avec 54 % des voix, une majorité absolue de 32 députés sur 60, le SPD se contentant de 20 % des suffrages et 12 sièges. Le chrétien-démocrate Lorenz Bock le remplace à la présidence mais maintient la coalition tripartite, forte de 55 élus, et le nomme vice-président et ministre de la Justice. Reconduit le 13 août 1948, lorsque Gebhard Müller succède à Bock, il démissionne le 1er mai 1950, et renonce deux ans plus tard à son mandat parlementaire.

### Rédaction de la Loi fondamentale
Il fait partie des délégués à la convention constitutionnelle d'Herrenchiemsee en août 1948, qui rédige le premier projet de Constitution ouest-allemande, puis au conseil parlementaire, réuni du 1er septembre 1948 au 14 août 1949 et qui adopte la Loi fondamentale de la République fédérale d'Allemagne. Au sein du conseil, il préside le groupe SPD et la commission principale, et est à l'origine de l'adoption du dispositif de motion de censure constructive.

### Parcours fédéral
En 1949, il est élu député fédéral au Bundestag lors des premières élections législatives ouest-allemandes. Il est alors désigné vice-président de l'assemblée et du groupe parlementaire social-démocrate, et président de la commission parlementaire du Statut d'occupation et des Affaires étrangères. Après le scrutin de 1953, il renonce à ses fonctions au sein du groupe SPD et devient pour trois ans vice-président de la commission des Affaires étrangères. En 1955, il fait partie du comité de négociations germano-soviétique, dirigé par Konrad Adenauer et dont les travaux conduisent à l'établissement de relations diplomatiques entre la République fédérale d'Allemagne (RFA) et l'Union soviétique (URSS), et à la libération des prisonniers de guerre allemands. Réélu en 1957, il retrouve les vice-présidences du groupe social-démocrate et de la commission des Affaires étrangères. Il fait partie deux ans plus tard du groupe de députés initiateurs d'une pension de vieillesse, d'invalidité ou de décès pour les députés fédéraux et leurs proches.
Cette même année 1959, il est choisi par le SPD comme candidat à l'élection présidentielle, Heinrich Lübke, ministre fédéral de l'Agriculture chrétien-démocrate, qui l'emporte au second tour avec 526 voix, soit 50,7 %, lui-même récoltant 386 voix, soit 37,2 % des voix. Lors de la formation d'une grande coalition le 1er décembre 1966 par Kurt Georg Kiesinger (CDU) et Willy Brandt (SPD), Carlo Schmid est nommé ministre fédéral des Affaires du Bundesrat et des Länder. Il renonce alors à la vice-présidence du Bundestag, qu'il retrouve après les élections de 1969, remportées par les sociaux-démocrates mais son portefeuille ayant été supprimé, et devient dans le même temps coordinateur pour la coopération franco-allemande à l'office des Affaires étrangères. Il ne se représente pas aux élections de 1972, mais conserve son poste de coordinateur jusqu'à son décès, en 1979.
Un prix portant son nom est remis à des personnalités ayant œuvré en faveur des relations franco-allemandes. Jacques Delors, Hans-Dietrich Genscher, Helmut Schmidt et, en 2014, Jean-Marc Ayrault en ont été récipiendaires.
Il est inhumé au cimetière de Tübingen.

## Travaux
- Regierung und Parlament, dans: Hermann Wandersleb, Recht, Staat, Wirtschaft, vol. 3, Düsseldorf 1951.
- Vier Jahre Erfahrungen mit dem Grundgesetz, dans: Die Öffentliche Verwaltung, 1954, Issue 1, p. 1–3.
- Die Opposition als Staatseinrichtung, dans: Der Wähler, 1955, Issue 11, p. 498–506.
- Der Abgeordnete zwischen Partei und Parlament, dans: Die Neue Gesellschaft, 1959, Issue 6, pp. 439–444.
- Der Deutsche Bundestag in der Verfassungswirklichkeit, dans: Friedrich Schäfer, Finanzwissenschaft und Finanzpolitik, Festschrift für Erwin Schoettle, Tübingen 1964, p. 269–284.
- (mit Horst Ehmke und Hans Scharoun), Festschrift für Adolf Arndt zum 65. Geburtstag, Frankfurt am Main 1969.
- Der Deutsche Bundestag. Ein Essay, dans: Der Deutsche Bundestag. Portrait eines Parlaments, Pfullingen 1974, p. 12–17.
- Das Fundament unserer staatlichen Ordnung, dans: Bekenntnis zur Demokratie, Wiesbaden 1974, p. 11–20.
- Demokratie - Die Chance, den Staat zu verwirklichen, dans: Forum Heute, Mannheim 1975, p. 319–325.
- Erinnerungen (Reminiscences), Bern 1979.

## Distinctions

### Décorations
- Grand-croix de l'ordre du Mérite de la République fédérale d'Allemagne
- Chevalier grand-croix de l'ordre du Mérite de la République italienne
- Grand-croix de l'ordre du Faucon

### Titre honorifique
- Docteur honoris causa de l'université Sorbonne-Nouvelle, 1973[2]